# ژوآن والوآ، ملکه ناوار
ژوآن والوآ، ملکه ناوار (انگلیسی: Joan of Valois, Queen of Navarre; ۲۴ ژوئن ۱۳۴۳ – ۳ نوامبر ۱۳۷۳) ملکه ناوار، به واسطهٔ ازدواج با شارل دوم، پادشاه ناوار بود.